# مسجد بورناي
مسجد بورناي هو مسجد يقع في قازان، تتارستان، روسيا.

## تاريخه
تبرع في بناءه محمد صادق بورنيف، وتم تحقيقه من قبل بيوتر إيفانوفيتش رومانوف في عام 1872، النمط المعماري من النوع العمارة التتارية، تم بناء المئذنة في عام 1895، ويعتقد أن المئذنة تم تطويرها من قبل فيودور نيكولايفيتش مالينوفسكي، يحتوي المسجد على مئذنة فوق الباب وقاعة واحدة وهو من طابق واحد ومصنوع من القرميد الأحمر، تم تصميم المناطق الداخلية من تقاليد التتار والروس في العصور الوسطى، بين عامي 1930-1994 كان مسجد بورناي مغلق بسبب السلطات السوفيتية وعاد أفتتاحه في عام 1994.